# حرية فنية
يُشير مفهوم الحرية الفنية أو (حرية التعبير الفني) (بالإنجليزية: Artistic Freedom)‏ إلى "حرية التخيّل والإبداع ونشر تعابير ثقافية متنوعة خالية من الرقابة الحكومية والتدخلات السياسية والضغوطات الصادرة عن جهات خاصة غير حكومية. بشكل عام، تصف الحرية الفنية مدى استقلالية الفنانين لخلق الفن بحرية. علاوة على ذلك، تتعلق الحرية الفنية «بحقوق المواطنين في الوصول إلى أشكال التعبير الفني والمشاركة في الحياة الثقافية – وبالتالي فإنها (تُمثّل) واحدة من القضايا الرئيسية الخاصة بالديمقراطية». يتعدّد مدى الحرية الرئيسية لإنشاء الفن بحرية فيما يتعلق بوجود أو عدم وجود القوانين الوطنية الموضوعة لحماية أو تشجيع أو السيطرة أو الرقابة على الفنانين وتعابيرهم الإبداعية. إذ يعتبر هذا السبب الرئيسي وراء تثبيت الأحكام القانونية العالمية والإقليمية والوطنية لضمان الحق في حرية التعبير بشكل عام والتعبير الفني بشكل خاص. في عام 2013، قدّمت السيدة فريدة شهيد، المقررة الخاصة للأمم المتحدة في مجلس حقوق الإنسان، «تقريرها في مجال الحقوق الثقافية: الحق في حرية التعبير والإبداع»، حيث قدمت دراسة شاملة للوضع الراهن، وتحديدًا حول القيود والتحديات التي تواجه الحرية الفنية في جميع أنحاء العالم. ضمن هذه الدراسة، طُرحت مفهوم الحرية الفنية باعتبارها «حق أساسي من حقوق الإنسان والذي قد تجاوز «الحق في الإبداع» أو«الحق في المشاركة في الحياة الثقافية». وهي تؤكد على مجموعة من الحريات الأساسية الضرورية للتعبير الفني والإبداع، على سبيل المثال حرية نشوء الحركات والمنظمات الفنية. تُعدّ «حالة الحرية الفنية»، تقريرًا متكاملًا يُنشر سنويًا من قِبَل مدير الرقابة الفنية في منظمة فريميوز.

## تعريف الحرية الفنية
تُستخدم مصطلحات الحرية الفنية وحرية التعبير الفني بشكل متكرر كمرادفات مرتبطة بالمفهوم الأساسي. تشمل المفاهيم الأساسية «الفن» و«الحرية» و«التعبير» مجالات متنوعة جدًا من النقاش: «يُعتبر الفن شكلًا «مُتقنًا» –وأحيانًا رمزيًا أيضًا– من أشكال التعبير، ويعاني من مشاكل في التعريف أكثر من أي شكل آخر. ونتيجة لذلك، «من المستحيل تقريبًا تقديم تعريف مباشر للمفهوم، إذ أنه من الصعب تحديد المفاهيم الفنية للإبداع والتعبير الفني». تعرّف اتفاقية اليونسكو لعام 2005، أشكال التعبير الثقافي بأنها «أشكال التعبير التي تنتج عن الإبداع المرتبط بالأفراد والجماعات والمجتمعات، والتي تنطوي على محتوى ثقافي» بينما يشير المصطلح الأخير إلى المعنى الرمزي والبُعد الفني والقيم الثقافية التي تنشأ أو تعبّر عن الهويات الثقافية». في سياق حرية التعبير (الفنية)، «يشير تعبير الكلمة هذه في المقام الأول إلى التعبير الشفهي للأفكار. «قد تعني حرية التعبير الفني بأنه يتعين علينا أن نتساهل مع بعض الأعمال الفنية المسيئة أو المهينة أو الفاحشة أو السيئة. ويعد هذا ثمنًا قليلًا مقابل الحرية والتنوع اللذان يشكلان الأساس لمجتمع حرّ». تعرّف اليونسكو رسمياً الحرية الفنية بأنها «حرية تخيل أشكال التعبير الثقافي المتنوعة وخلقها ونشرها بشكل خالي من الرقابة الحكومية أو التدخل السياسي أو الضغوطات الصادرة عن جهات خاصة غير حكومية. وهي تشمل حقوق جميع المواطنين في الوصول إلى هذه الأعمال إلى جانب أنها ضرورية لرخاء المجتمعات». تضيف اليونسكو بأن «الحرية الفنية تجسّد مجموعة من الحقوق المحمية بموجب القانون الدولي»، وتشمل ما يلي:
- حق الإبداع بدون رقابة أو ترهيب
- حق الحصول على حماية للأعمال الفنية ونشرها ومكافئتها
- حق الحرية في تشكيل حركات فنية
- حق الحرية في تشكيل منظمات فنية
- حق الحصول على حماية الحقوق الاجتماعية والاقتصادية
- حق المشاركة في الحياة الثقافية

## الأطر القانونية لحماية ورعاية الحرية الفنية

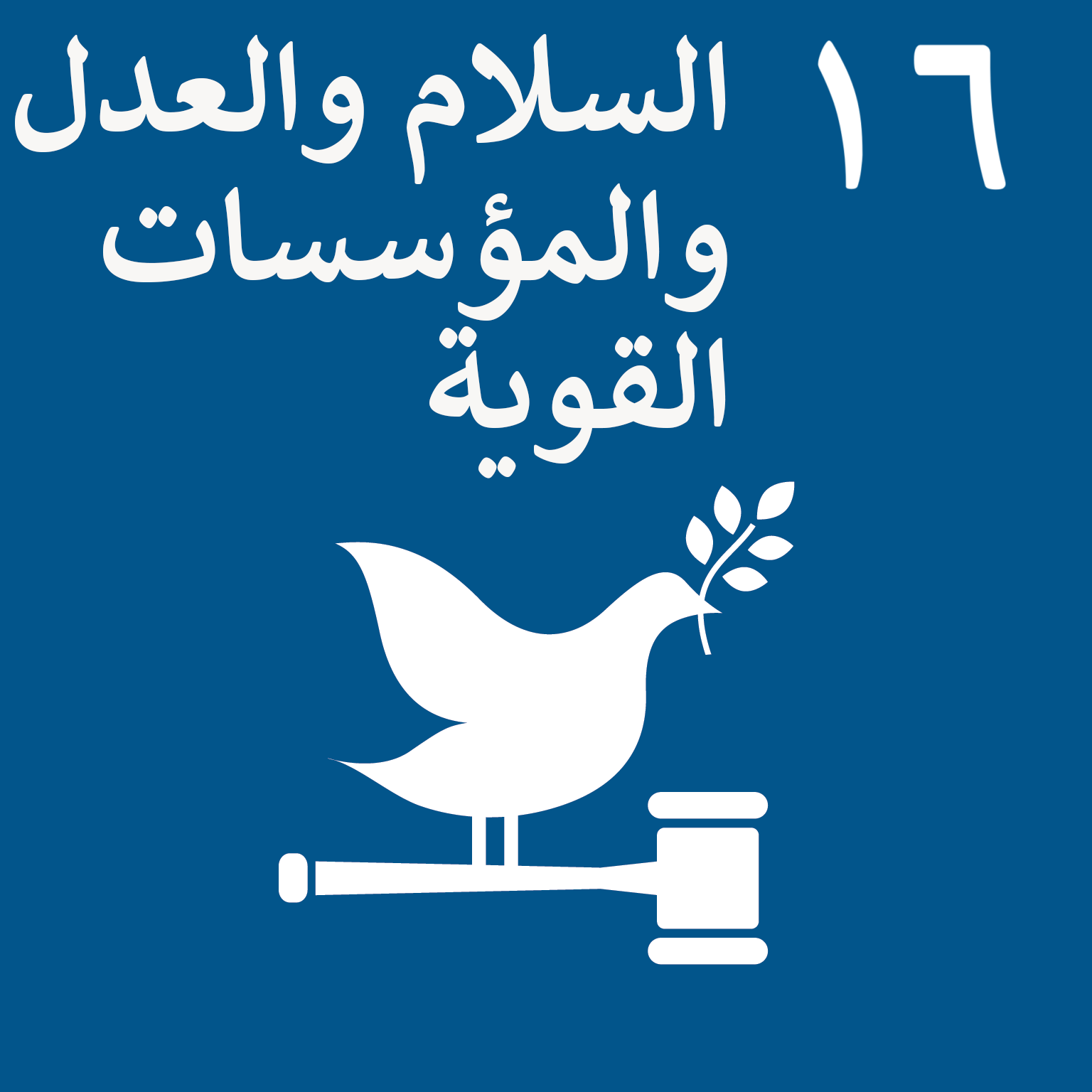
الهدف السادس عشر من أهداف التنمية المستدامة للأُمم المتحدة هو السلام والعدل والمؤسسات القوية.

تعكس الأطر القانونية لحماية ورعاية الحرية الفنية الاعتقاد بأن «الثقافة تشكل مساحة من النقاشات الديمقراطية». إذ تُعتبر حرية التعبير الفني العمود الفقري لها. وهناك أدلة دامغة على أن المشاركة في الحياة الثقافية تعزز أيضًا المشاركة الديمقراطية وتوفر حالة من الرخاء للمواطنين». كتبت فريدة شهيد: «يمكن للفنانين ترفيه الناس، لكنهم يساهمون أيضًا في المناقشات الاجتماعية، وأحيانًا يجلبون الخطابات والأوزان المضادة المحتملة إلى مراكز القوى الحالية». علاوة على ذلك، شدّدت فريدة أيضَا على أن «حيوية الإبداع الفني ضرورية لتنمية ثقافات نابضة بالحياة وتعزيز عمل المجتمعات الديمقراطية. تُعدّ أشكال التعبير الفني والإبداعات جزءًا لا يتجزأ من الحياة الثقافية، ما يستلزم النظر إلى جميع المعاني المرتبطة بها وإعادة النظر في الأفكار والمفاهيم الموروثة ثقافياً». وفقًا لمنظمة فريميوز، «تزداد نسبة الشعبيين والوطنيين، الذين غالبًا ما يصفون حقوق الإنسان بأنها قيود على ما يزعمون بأنه إرادة الأغلبية. ومع نهوض هذه الظاهرة، يستمر الفنانون في لعب دور هام في التعبير عن رؤى بديلة للمجتمع». لهذا السبب «يكون الفنانون أحيانًا مسؤولين عن النقد الجذري». ونتيجة لذلك، تعاني أشكال التعبير الفني والفنانين من الرقابة والانتهاكات في جميع أنحاء العالم.  
يُعدّ الفنانون من أوائل الناس الذين تعمل الأنظمة القمعية على إسكاتهم: الشعراء والكُتّاب المسرحيين والرسامين الذين يتحدّون الوضع الراهن غالبًا ما يعملون بشكل فردي، وبذلك يُعتَبرون أهدافًا سهلة لدولة استبدادية. عندما تفشل وجهات نظرهم في التوافق مع التيار الرئيسي، يكون الفنان أيضًا عِرضةً لرقابة الغوغاء. هذا هو السبب الرئيسي وراء أهمية وجود حماية التعبير الفني.
يُظهر تقرير منظمة فريميوز لعام 2016 تحت عنوان «الفن تحت التهديد» بأن «ليست الحكومات فقط هي من تنتهك حق الحرية الفنية. إذ شهد عام 2016 مجموعة، تدعو للقلق، من الإجراءات التي اتخذتها الجهات الخاصة غير الحكومية، بدءًا من المتطرفين المتشددين إلى الجماعات المجتمعية المسالمة، ضد الفن والفنانين. في بعض الحالات، فرضت السلطات رقابة على الفنانين بناءً على طلبات أو تدخل جماعات من المجتمع المدني. بناءً على هذه الحالات، «تعترف المصادر الرئيسية للقانون الدولي في جميع المجالات بحرية الإبداع الفني، بشكل صريح أو ضمني، كعنصر ملازم للحق في حرية التعبير. إلى جانب أن حق الفرد بالتعبير عن أفكارهم بشكل مبدع يرتبط مع حقهم في الحصول عليها». تنعكس الأهمية المتزايدة للحرية الفنية كحق محدد من خلال إدخال دور المقرر الخاص للأمم المتحدة في مجال الثقافة في عام 2009، والمقررين الآخرين، ولاسيما المقرر الخاص المعني بحرية التعبير.

### التدابير التشريعية الوطنية لتعزيز الحرية الفنية
على غرار الإجراءات العالمية المذكورة أعلاه لحماية الفنانين والحرية الفنية، «في الدساتير الوطنية (...)، غالبًا ما تقع حرية الإبداع الفني ضمن الحق المحمي بشدة في حرية التعبير». كما تعترف بعض الدول بحرية التعبير الفني ضمن إطار الحق في العلم والثقافة. التدابير التشريعية الوطنية التالية مُدرجة بحسب الترتيب الأبجدي، لكنها ليست كاملة.

#### بوركينا فاسو
صدر في 23 مايو عام 2013 من قبل المديرية العامة للفن (دي جي إيه) مرسومًا ينصّ على تحسين الحماية الاجتماعية والظروف المعيشية وخاصة الضمان الاجتماعي للفنانين العاملين والمستقلين، وعودة المساهمات الاجتماعية للفنانين.

#### كندا
في كندا، يعمل الميثاق الكندي للحقوق والحريات على حماية التعبير الفني.

#### فرنسا
في يوليو عام 2016، عدّلت فرنسا تشريعاتها لتوسيع نطاق الحماية القانونية للحرية الفنية والعمارة والتراث. لأول مرة في القانون الدولي، تم تأسيس أشكال التعبير الفني باعتبارها منافع عامة، إلى جانب «نشر الإبداع الفني» بشكل مجاني. هذا لا يعني بأن الفنانين يملكون الحق في الإبداع فقط ولكن أيضًا الجمهور له الحق في الوصول إليه. نتيجةً لذلك، لا يمكن فرض الرقابة على أشكال التعبير الفني أو ببساطة استبعادها من المعارض وغيرها من الفعاليات الثقافية.

#### ألمانيا
تشمل المادة 5 من القانون الأساسي الألماني على فقرة خاصة تربط بين الحق في حرية التعبير والحق في تطوير الفنون والعلوم بحرية.

#### المكسيك
في 19 يونيو من عام 2017، نشرت المكسيك «القانون العام للثقافة والحقوق الثقافية» والتي من خلاله وعدت بحماية قوية للحرية الفنية والفنانين والمهنيين الثقافيين، وهو بند مطلوب على وجه التحديد في ظل الظروف المُقلقة التي يعمل بها الفنانون والصحفيون والمكسيكيون الثقافيون حاليًا.

#### إسبانيا
في 6 سبتمبر من عام 2018، صادق الكونغرس الإسباني بالإجماع على اقتراح تم إعداده لتوضيح «القانون الأساسي للفنانين والمهنيين في مجال الثقافة» والذي يهدف إلى حماية الفنانين وتشجيعهم فيما يتعلق بالضرائب وحماية أعمالهم الفنية والوصاية القانونية على نطاق واسع.»

#### السويد
تشمل المادة 1 (2) من القانون الأساسي السويدي على حرية الإبداع الفني كجزء من الأغراض الرئيسية لحرية التعبير: «إن الغرض من حرية التعبير بموجب هذا القانون الأساسي هو ضمان حرية تبادل الرأي والمعلومات الشاملة وحرية الإبداع الفني.»

#### جمهورية توغو
في 20 يونيو من عام 2016، اعتمدت جمهورية توغو «القانون الأساسي لحرية الفنان». إذ يهدف القانون بشكل رئيسي إلى الاعتراف بالفنانين كأفراد لهم دورهم الأخلاقي في المجتمع، ولهم مساهماتهم في المجال الفكري المحمي بموجب حقوق النشر. يحدّد هذا القانون الحقوق والواجبات المرتبطة بالمهن الفنية ويهدف إلى تشجيع الإبداع وحماية الفنانين اجتماعيّا.

#### تونس
تنصّ المادة 42 من الدستور التونسي المُعتمد عام 2014 على ما يلي: «الحق في الثقافة هو حق مضمون. وأيضًا حرية التعبير الإبداعي. تشجّع الدولة الإبداع الثقافي وتؤيد الثقافة الوطنية وتنوعها وتجديدها، ودورها في تعزيز قيم التسامح ورفض العنف والانفتاح على الثقافات المختلفة والحوار بين الحضارات.»

#### الولايات المتحدة الأمريكية
يعمل التعديل الأول لدستور الولايات المتحدة على حماية التعبير الفني. وفقا للمحكمة العليا، تُعدّ حرية الإبداع الفني عنصرّا من عناصر احترام حرية التعبير عن الذات، وهي واحدة من القيم الأساسية للتعديل الأول في الدستور. ومع ذلك، لم تنظر المحكمة العليا في الولايات المتحدة مطلقًا في الحرية الفنية كفئة مميزة أقرب إلى الخطاب السياسي أو التجاري: «إنها تعالج أشكال الفن المختلفة في علاقتها بالتعديل الأول للدستور على أسس سياقية.»